# Канели
Канѐли (на италиански: Canelli; на пиемонтски: Canej, Каней) е град и община в Северна Италия, провинция Асти, регион Пиемонт. Разположен е на 157 m надморска височина. Населението на общината е 10 029 души (към 1 януари 2024 г.).